# Blac Head Lion
Blac Head Lion ist eine New-Rock-/Alternative-Rock-Band aus Ludwigshafen am Rhein, die 2005 von den Brüdern Alain und Steve Slimani gegründet wurde.

## Geschichte
Die Band wurde 2005 unter dem Namen „Chucks“ von den beiden Brüdern Alain (Gitarre, Gesang) und Steve Slimani (Schlagzeug) gegründet. Julian Felger (Gitarre), Marco Kollenz (Gitarre) und Amine Benadouda (Bass) vervollständigten die Band. Mit drei Gitarristen, was eher eine Seltenheit ist, hatten sie in Kürze ein Markenzeichen vorzuweisen.
Seit 2008 spielten die Chucks bei einigen Rock-Größen im Vorprogramm. So spielten sie im Oktober des Jahres 2008 zwei Shows für die Michael Schenker Group in deren „In The Midst Of Beauty World Tour“. Kurz darauf im November und Dezember spielten sie mit den Dänen Pretty Maids und den Krautrockern Epitaph. Außerdem spielten sie im selben Monat für die australische Band Airbourne im ausverkauften Colos-Saal in Aschaffenburg. Ein Konzert mit der schwedischen Power-Metal-Band Sabaton blieb auch nicht aus.
2008 veröffentlichte die Band außerdem noch ihre Demo, die sie im Eigenvertrieb unter die Leute brachte.
2009 spielten die Chucks zum zweiten Mal bei Manfred Mann’s Earth Band im Vorprogramm und traten mit The Sweet auf einem Festival auf. Im gleichen Jahr spielten sie auf dem Festival Rock of Ages in Seebronn, wo auch Größen wie Status Quo, Gary Moore, Mother’s Finest und Doro spielten. Außerdem spielten sie im Vorprogramm von Y&T und Uriah Heep.
Im Jahr 2010 standen sie bei einer Support-Show für Foreigner in der Frankfurter Jahrhunderthalle auf der Bühne.  2011 konnten sie für die Rockband Nazareth auf deren Tour „Big Dogz On Tour“ spielen.
Im Jahr 2011 nahm die Band ihr Debütalbum 5 Years in 50 Minutes in Cardiff (Wales) mit dem Produzenten Romesh Dodangoda auf, der auch schon Alben für Motörhead und Bullet for My Valentine produziert hatte. Als Bassist spielte bei den Aufnahmen Brandon O’Sullivan, der Amine Benadouda dann komplett ersetzte. Um rechtliche Probleme mit der Schuhfirma Converse zu vermeiden, benannte sich die Band in „Blac Head Lion“ um. Noch im selben Jahr drehte die Band ihr erstes Musikvideo mit der Single Me and Myself. Das Album wurde schließlich am 12. Oktober 2012 auf dem Label Inakustik veröffentlicht.
Im folgenden Jahr spielte die Band einige Konzerte in diversen Clubs und auf Festivals. Im Frühjahr des Jahres 2013 wurde das zweite Musikvideo, I Want You, veröffentlicht. Im Jahr 2013 spielte die Band hauptsächlich auf Festivals wie z. B. dem Oakfield-Festival. Weil Bassist Brandon O’Sullivan aus der Band austrat, wechselte Alain Slimani zum Bass. Seitdem tritt Blac Head Lion nur noch mit zwei Gitarren auf.
Am 23. Mai 2014 veröffentlichten Blac Head Lion ihr drittes Musikvideo zur Single Don't Get Mad.

## Diskografie

### Demos
- 2008: Demo (Eigenvertrieb)[4]

### Alben
- 12. Oktober 2012: 5 Years In 50 Minutes (Inakustik)[12]

## Musikvideos
- 7. September 2012: Me And Myself[10]
- 1. März 2013: I Want You[13]
- 23. Mai 2014: Don't Get Mad[15]